# Chantelle
Chantelle, prvotno Chantelle-le-Château, je naselje in občina v osrednjem francoskem departmaju Allier regije Auvergne. Leta 2010 je naselje imelo 1.072 prebivalcev.

## Geografija
Kraj leži v pokrajini Bourbonnais ob zavoju reke Bouble, 43 km južno do jugozahodno od središča departmaja Moulinsa.

## Administracija
Chantelle je sedež istoimenskega kantona, v katerega so poleg njegove vključene še občine Barberier, Chareil-Cintrat, Charroux, Chezelle, Deneuille-lès-Chantelle, Étroussat, Fleuriel, Fourilles, Monestier, Saint-Germain-de-Salles, Target, Taxat-Senat, Ussel-d'Allier in Voussac s 5.275 prebivalci.
Kanton je sestavni del okrožja Moulins.

## Zanimivosti
- benediktinska opatija Saint-Vincent de Chantelle, ustanovljena leta 937, obnovljena v 12. stoletju v romanskem slogu.
- Hiša iz 16. stoletja, nekdanji jezuitski kolegij, z zbirko iz tedanjega obdobja,
- Neogotska cerkev sv. Nikolaja iz 19. stoletja, postavljena na ruševinah nekdanje cerkve,
- Soteska reke Bouble.